# ʾuʾ

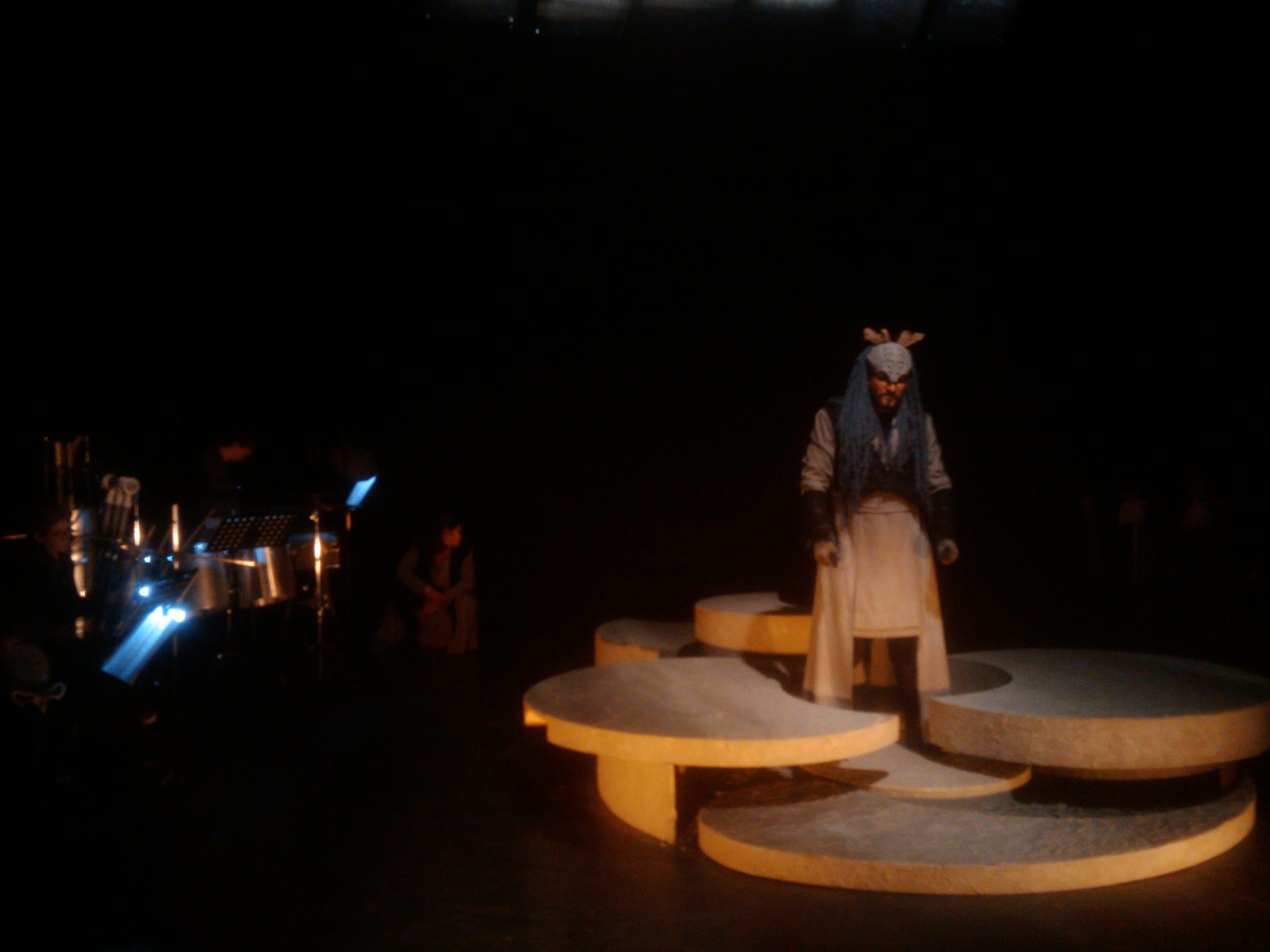
Une scène de l'opéra ’u’, le 10 septembre 2010 à La Haye.

Pour les articles homonymes, voir u.
ʾuʾ est un opéra néerlandais en langue Klingon, le premier dans cette langue, créé à La Haye le 10 septembre 2010,. Souhaitant être fidèle à la « culture musicale » klingonne autant qu'à la langue, il se présente comme « le premier opéra klingon complet et authentique mis en scène sur Terre ».

## Titre
Le mot ʾuʾ (en lettre minuscule, précédée et suivie par un coup de glotte (ʾ)) signifie 'univers' ou 'universel' en klingon,,.

## Historique

### Origines
Le klingon est une langue construite dans les années 1980 par le linguiste américain Marc Okrand, pour la race klingonne de la série télévisée Star Trek. L'Institut de la langue klingonne a notamment traduit en klingon et publié des œuvres de littérature, dont l'épopée de Gilgamesh et Hamlet. Il n'y avait, toutefois, jamais eu d'œuvre klingon originale, ni d'opéra - bien que l'opéra fût considéré comme « une pierre angulaire de la culture klingon ».

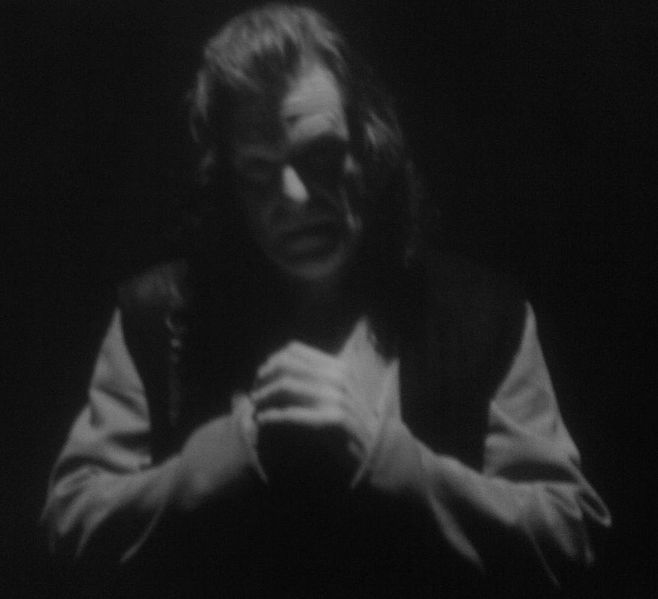
Henri van Zanten, le Maître du Cri

L'opéra ʾuʾ est l'œuvre du Klingon Terran Research Ensemble (KTRE), aux Pays-Bas, qui l'a réalisé avec le soutien de Marc Okrand. Son directeur artistique est Floris Schönfeld, qui décida que la "tradition" de l'opéra klingon, telle qu'elle est aperçue dans Star Trek, s'appuie sur des « principes de combat musical ». Il déclara à ce titre avoir « étudié un ancien traité de musique appelé le paq’jachchcu, ou 'livre du parfait cri' » – bien entendu fictif. Le site officiel de ’u’ explique ainsi : « La beauté, dans la musique klingonne, provient de l’impact de deux forces en opposition. Comme le dit un proverbe klingon bien connu, qa’ wIje ’meH masuv : "Nous nous battons pour enrichir l’esprit!" ».
En avril, bien en amont de la première représentation, KTRE « utilisa un télescope inusité pour transmettre une invitation aux Klingons sur Qo’noS », la planète d’origine fictive des Klingons. Le message, lu en klingon par Marc Okrand, fut en réalité transmis en direction d'Arcturus, à trente-six années-lumière de la Terre,.
Outre Floris Schönfeld pour la direction artistique, ʾuʾ est l'œuvre notamment d'Eef van Breen (compositeur), de Xavier van Wersch (pour la théorie musicale et les instruments), de Piia Maria (pour les costumes et le décor), et de la dramaturge Céline Buren. Parmi les acteurs/chanteurs, Henri van Zanten (« Maître du Cri »), Taru Huotari, Ben Kropp et Jeanette Huizinga.

### Argument
ʾuʾ met en scène l'un des mythes fondamentaux de la culture klingon. Kahless l'Inoubliable, devenu par la suite le fondateur de l'Empire Klingon, doit tuer son frère Molor, l'assassin de son père,. « Pour restaurer son honneur, il doit visiter le monde des morts, forger le premier bat’leth, s’unir à son amour vrai, dame Lukara, et prendre part à de nombreuses batailles épiques. À travers cette aventure grandiose, Kahless redéfinit ce que signifie être véritablement klingon. »

### Représentation
La première représentation, entièrement en klingon pendant quatre-vingt-dix minutes, eut lieu au théâtre Zeebelt à La Haye, le vendredi 10 septembre 2010, faisant salle comble avec 90 spectateurs, à la suite d'une avant-première la veille.
Mis en scène également les 11 et 12 septembre au Zeebelt, ʾuʾ eut sa prochaine représentation le 25 septembre à Farnsberg en Allemagne. Le 23 et 24 novembre eurent lieu des représentations au théâtre Frascati à Amsterdam.
En 2011, l'opéra fut mis en scène lors d'un festival à Zwolle le 5 avril, puis au Festival de Musique Huygens le 28 mai, à Leidschendam.